# AFC U-20 여자 아시안컵
AFC U-20 여자 아시안컵(AFC U-20 Women's Asian Cup)은 아시아 축구 연맹에서 주관하는 대회로, AFC 소속 국가대표팀을 대표하는 20세 이하의 여자 축구 선수들이 참가한다. 이 대회는 FIFA U-20 여자 월드컵의 아시아 지역 예선을 겸한다. 아시아 축구 연맹은 2020년 10월 2일에 AFC U-19 여자 챔피언십이라는 대회 이름을 AFC U-20 여자 아시안컵으로 바꿔서 열기로 결정했다.

## 역대 대회
| AFC U-19 여자 챔피언십 |              |                                   |                                   |                                   |                                   |                                   |                                   |                                   |                                   |
| 2002                   | 인도         | 일본                              | 2 – 1                             | 중화 타이베이                     | 중국                              | 4 – 1                             | 조선민주주의인민공화국            |                                   |                                   |
| 2004                   | 중국         | 대한민국                          | 3 – 0                             | 중국                              | 조선민주주의인민공화국            | 4 – 0                             | 태국                              |                                   |                                   |
| 2006                   | 말레이시아   | 중국                              | 1 – 0                             | 조선민주주의인민공화국            | 오스트레일리아                    | 3 – 2                             | 일본                              |                                   |                                   |
| 2007                   | 중국         | 조선민주주의인민공화국            | 1 – 0                             | 일본                              | 중국                              | 1 – 0                             | 대한민국                          |                                   |                                   |
| 2009                   | 중국         | 일본                              | 2 – 1                             | 대한민국                          | 조선민주주의인민공화국            | 1 – 0                             | 중국                              |                                   |                                   |
| 2011                   | 베트남       | 일본                              | 라운드 로빈                       | 조선민주주의인민공화국            | 중국                              | 라운드 로빈                       | 대한민국                          |                                   |                                   |
| 2013                   | 중국         | 대한민국                          | 라운드 로빈                       | 조선민주주의인민공화국            | 중국                              | 라운드 로빈                       | 일본                              |                                   |                                   |
| 2015                   | 중국         | 일본                              | 0 – 0 (연장) (승부차기 4 – 2)     | 조선민주주의인민공화국            | 대한민국                          | 4 – 0                             | 중국                              |                                   |                                   |
| 2017                   | 중국         | 일본                              | 1 – 0                             | 조선민주주의인민공화국            | 중국                              | 3 – 0                             | 오스트레일리아                    |                                   |                                   |
| 2019                   | 태국         | 일본                              | 2 – 1                             | 조선민주주의인민공화국            | 대한민국                          | 9 – 1                             | 오스트레일리아                    |                                   |                                   |
| AFC U-20 여자 아시안컵 |              |                                   |                                   |                                   |                                   |                                   |                                   |                                   |                                   |
| 2022                   | 우즈베키스탄 | 코로나19 범유행으로 인하여 취소됨 | 코로나19 범유행으로 인하여 취소됨 | 코로나19 범유행으로 인하여 취소됨 | 코로나19 범유행으로 인하여 취소됨 | 코로나19 범유행으로 인하여 취소됨 | 코로나19 범유행으로 인하여 취소됨 | 코로나19 범유행으로 인하여 취소됨 | 코로나19 범유행으로 인하여 취소됨 |
| 2024                   | 우즈베키스탄 | 조선민주주의인민공화국            | 2 – 1                             | 일본                              | 오스트레일리아                    | 1 – 0                             | 대한민국                          |                                   |                                   |

## 같이 보기
- AFC U-17 여자 아시안컵
- AFC U-20 아시안컵
- FIFA U-20 여자 월드컵